# 10,000 B.C.
10,000 B.C. er en amerikansk film fra 2008 instrueret, produceret og skrevet af Roland Emmerich. Filmen har bl.a. Steven Strait, Camilla Belle og Cliff Curtis på rollelisten.